# 格里明峰

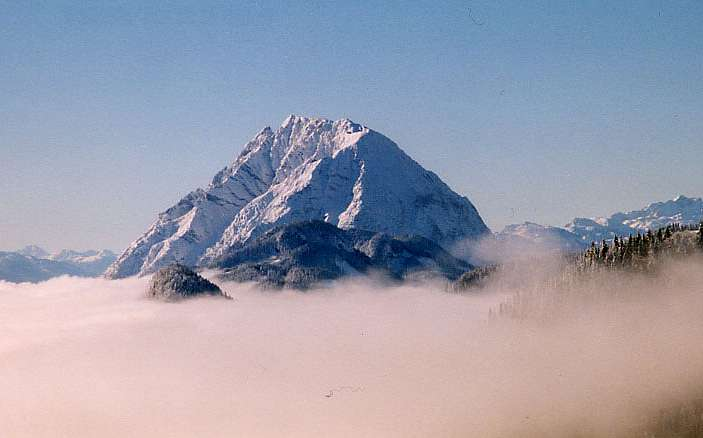

格里明峰（德語：Grimming），是奧地利的山峰，位於該國東南部，由施泰爾馬克州負責管轄，屬於达赫施泰因山脉的一部分，海拔高度2,351米，山體由石灰岩組成。